# Sotalol
Sotalol – organiczny związek chemiczny, lek z grupy niewybiórczych β-blokerów, stosowany głównie w nadkomorowych i komorowych zaburzeniach rytmu serca.

## Mechanizm działania
Sotalol ze względu na wydłużanie czasu trwania potencjału czynnościowego należy do klasy III leków przeciwarytmicznych, a ze względu na działanie beta-adrenolityczne zaliczany jest do klasy II według klasyfikacji Vaughana Williamsa. Jest niewybiórczym β-blokerem, bez wewnętrznej aktywności sympatykomimetycznej, pozbawionym właściwości stabilizujących błonę komórkową. Działa chronotropowo i inotropowoujemnie, wydłuża czas przewodzenia i czas refrakcji bezwzględnej węzła przedsionkowo-komorowego. Zmniejsza pojemność minutową oraz zapotrzebowanie mięśnia sercowego na tlen. Obniża ciśnienie tętnicze u chorych na nadciśnienie tętnicze. Zmniejsza też aktywność reninową osocza.

## Wskazania
- ciężkie komorowe zaburzenia rytmu serca
- nadkomorowe zaburzenia rytmu serca

## Przeciwwskazania
- zespół chorego węzła zatokowego
- blok przedsionkowo-komorowy II i III stopnia (u osób bez rozrusznika)
- wrodzone lub nabyte wydłużenia odcinka QT
- bradykardia
- wstrząs kardiogenny
- niewyrównana zastoinowa niewydolność serca
- niedociśnienie tętnicze
- zaburzenia krążenia obwodowego
- astma oskrzelowa
- przewlekła obturacyjna choroba płuc
- nadreaktywność oskrzeli
- hipokaliemia
- hipomagnezemia
- nadwrażliwość na lek i sulfonamidy

Ostrożnie:
- łuszczyca w wywiadzie

## Działania niepożądane
- komorowe zaburzenia rytmu (wielokształtny częstoskurcz komorowy)
- uczucie zmęczenia
- osłabienie
- bradykardia
- uczucie kołatania serca
- obrzęki
- duszność
- hipotonia
- nasilenie niewydolności serca
- zaburzenia krążenia obwodowego
- zawroty i bóle głowy
- osłabienie siły mięśniowej
- omdlenia
- bezsenność
- depresja
- nudności, wymioty
- biegunka
- wysychanie błony śluzowej
- osutka
- zapalenie spojówek
- zaburzenia widzenia
- maskowanie objawów hipoglikemii
- maskowanie objawów nadczynności tarczycy

## Stosowanie w trakcie ciąży i karmienia
Stosować wyłącznie w przypadku, gdy korzyści z leczenia przewyższają potencjalne ryzyko dla płodu. W trakcie stosowania nie karmić piersią.

## Preparaty
- Biosotal
- Darob
- Gilucor
- Sotahexal